# Крамп, Эдвард Халл
Эдвард Халл «Босс» Крамп-младший (англ. Edward Hull «Boss» Crump Jr.; 2 октября 1874, Холли-Спрингс, Миссисипи — 16 октября 1954, Мемфис, Теннесси) — американский предприниматель и политик; занимался торговлей хлопком; член Демократической партии; мэр города Мемфис в штате Теннесси с 1910 по 1915 год (повторно — в 1940). Являлся ключевой фигурой в политике штата Теннесси с середины 1910-х по середину 1950-х годов — в этот период большинство мэров Мемфиса и губернаторов Теннесси были избраны при поддержки «политической машины» Крампа.

## Ранние годы
По данным Holly Springs Reporter, Крамп, уроженец Холли-Спрингс на севере Миссисипи, переехал в Мемфис (штат Теннесси) 21 сентября 1893 года в возрасте 19 лет. Паника 1893 года, возможно, самая сильная рецессия в Соединённых Штатах XIX века, помешала Крампу найти работу. В конце концов, он получил канцелярскую должность в Walter Goodman Cotton Company на Фронт-стрит в центре Мемфиса. Это было началом его успешной деловой карьеры в качестве брокера и трейдера.
В начале 1901 года Крамп начал серьёзно ухаживать за 23-летней Бесси Берд Маклин. Бесси (или Бетти) Маклин, единственный ребёнок Роберта Маклина, вице-президента компании галантерейных товаров William R. Moore Dry Goods Company, была известной в Мемфисе светской львицей и считалась «одной из самых красивых и востребованных женщин города». Крамп и Маклин поженились 22 января 1902 года в епископальной церкви Голгофы.

## Политика
Наряду с успешной деловой карьерой Крамп начал заводить политические связи, которые служили ему всю оставшуюся жизнь. Он был делегатом съезда Демократической партии штата Теннесси в 1902 и 1904 годах (также Крамп семь раз избирался делегатом Национального съезда Демократической партии). В 1905 году он был назначен в муниципальный Совет общественных работ, а в 1907 году был избран на влиятельную должность Комиссара пожарной охраны и полиции среди трёх уполномоченных, которые управляли городом.

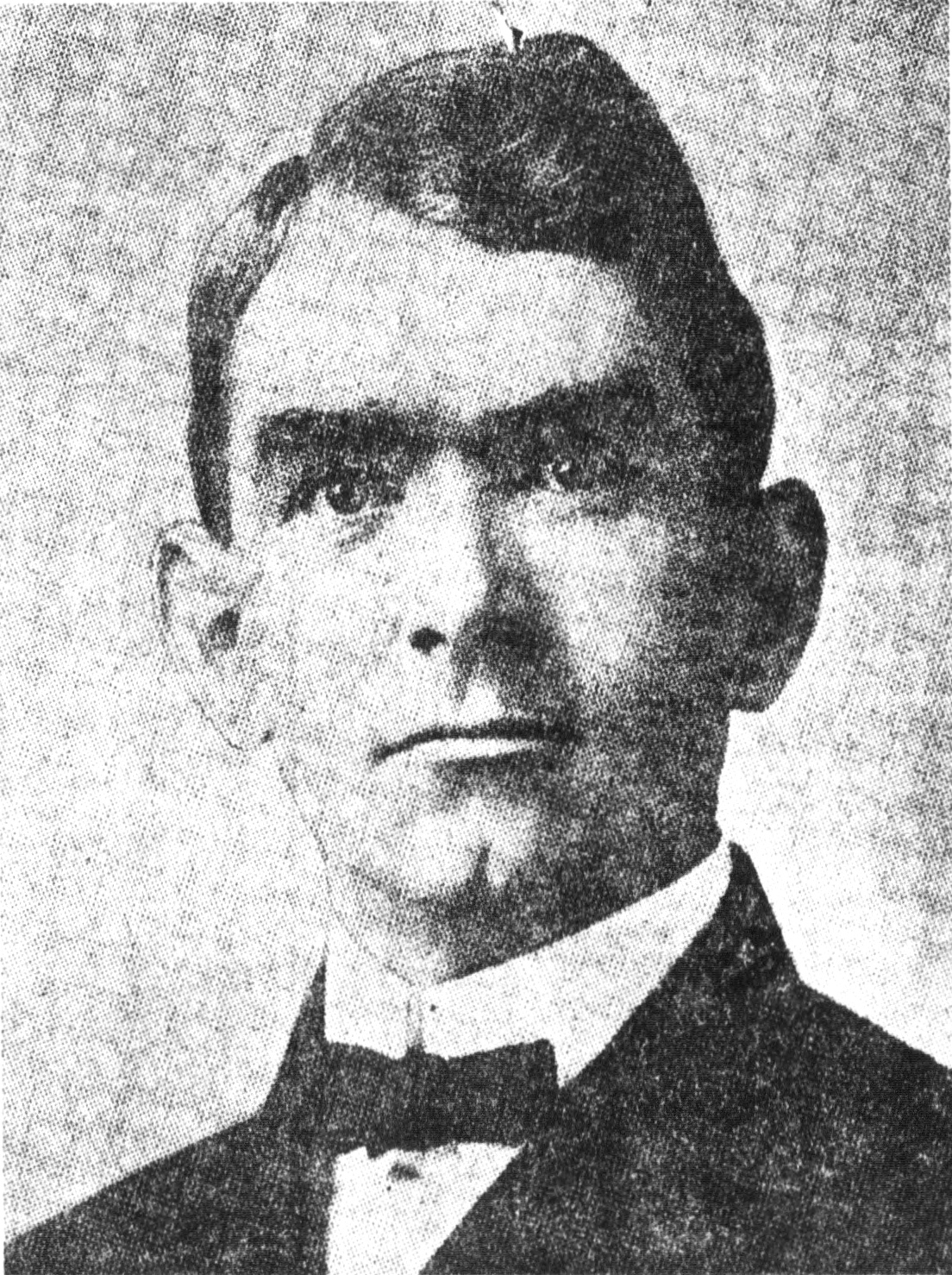
Мэр Крамп (ок. 1915 года).

Начиная с 1910-х годов Крамп начал строить «политическую машину», которая приобрела влияние в масштабах штата. Он был особенно искусным в использовании того, что в то время было двумя политически слабыми группами меньшинств в Теннесси: чёрные и республиканцы. В отличие от большинства южных демократов его эпохи, Крамп не был против голосования чернокожих; мемфисские чёрные по большей части были надёжными избирателями машины Крампа. Машина Крампа часто платила за них подушные налоги, требуемые законом штата с конца 1880-х годов; неуплата налогов вела к лишению избирательных прав многих чернокожих бедняков. Одним из помощников Крампа в чернокожем сообществе был гробовщик Г. Дж. Форд, чья семья (в лице нескольких сыновей, в том числе Гарольда-старшего и Джона Форда, дочери Офелии и внука Гарольда-младшего) стала очень влиятельной в Мемфисе, штате и стране. Возникли симбиотические отношения, в которых чернокожие помогали Крампу, а он помогал им. Крамп также умело манипулировал республиканцами, которые были численно очень слабыми в западных двух третях штата из-за лишения гражданских прав чернокожих, но доминировали в политике Восточного Теннесси. Часто они считали необходимым присоединиться к Крампу, чтобы достичь своих целей в правительстве штата.
Крамп почти полвека был одним из самых влиятельных политиков Теннесси. Обычно он предпочитал работать за кулисами и только в начале своей карьеры был мэром Мемфиса три двухлетних срока (1910—1915) и казначеем округа Шелби (1917—1923 год). В дальнейшем он предпочитал продвигать своих людей на выборные посты. Успехи Крампа в политике обеспокоило многих политических лидеров штата в Нэшвилле. В январе 1915 года был принят «Закон об изгнании» (Ouster Law), который предусматривал увольнение любого должностного лица за некомпетентность или нежелание обеспечивать соблюдение закона. Эта мера была направлена в первую очередь против Крампа, чьё нежелание обеспечить соблюдение запрещающих законов не позволило бороться с питейными заведениями в Мемфисе.
Крамп всерьез занялся политикой на уровне штата во время выборов губернатора 1928 года, когда поддержал на предварительных выборах демократов Хилла Макалистера, в то время как Нэшвиллская машина Люка Ли поддержала Генри Хортона, который как спикер сената штата возглавил Теннесси после смерти предыдущего губернатора. Хортон выиграл предварительные выборы, несмотря на активное голосование за Макалистера в густонаселённом округе Шелби. В 1930 году, когда Хортон добивался переизбрания, Крамп направил свою грозную политическую машину уже за Хортона, который во многом за счёт этого победил независимого демократа Л. Э. Гвинна на предварительных выборах и республиканца Артура Брюса на всеобщих выборах.
В 1930 году после многих лет работы за кулисами Крамп решил баллотироваться в Палату представителей США и легко добился победы в 10-м округе, который тогда был частью округа Шелби. В Палате представителей он отбыл два срока: с 4 марта 1931 по 3 января 1935 года. В это время Крамп также был регентом Смитсоновского института. Четыре года проведённые в Вашингтоне не уменьшили его влияние в Мемфисе. Он был на постоянной связи со своими людьми и посещал их во время каждого перерыва в Конгрессе.
В 1936 году Крамп был включён в состав Национального комитета Демократической партии и проработал в этом органе до 1945 года. В 1939 году он был в последний раз избран мэром, хотя официально этот срок занимал Уолтер Чендлер. Чендлер был членом Палаты представителем США от 9-го округа (бывший 10-й), и Крамп решил, что время Чендлера лучше потратить на решение вопросов в Конгрессе, чем на кампанию за пост мэра в Мемфисе. Итак, без платформы, без речи и без оппозиции Крамп был избран мэром Мемфиса. Он был приведён к присяге через несколько минут после полуночи 1 января 1940 года во время снежной бури прямо на платформе железнодорожного вокзала, незадолго до отъезда в Новый Орлеан и немедленно подал в отставку. Мэром стал вице-мэр Джозеф Бойл, а уже на следующий день верная Крампу городская комиссия собралась и избрала новым главой города Чендлера. Учитывая, что срок полномочий предыдущего мэра Уоткинса Овертона истек в полночь 1 января, Мемфис менее чем за двадцать четыре часа сменил четырёх мэров.
Влияние Крампа в масштабах штата начало ослабевать в конце 1940-х годов. Эдвард Дж. Миман, редактор Memphis Press-Scimitar, выступил против Крампа и призвал к введению поста сити-менеджера и отмене подушного налога, чтобы ослабить мощь его машины. Он также работал над тем, чтобы провалить на предварительных выборах Демократической партии 1948 года сенатора США Тома Стюарта, которого поддержал Крамп. В том же в 1948 году Гордон Браунинг, бывший протеже Крампа, позднее рассорившийся с ним, снова был избран губернатором, на этот раз несмотря на противодействие Крампа и его машины. Эти события подорвали позиции Крампа и всю оставшуюся жизнь его влияние в основном ограничивалось Мемфисом. В 1952 году давний соратник Крампа, сенатор Кеннет Маккеллар, потерпел поражение от конгрессмена Альберта Гора-старшего на предварительных выборах Демократической партии. Но в том же 1952 году губернатором штата был избран поддержанный им Фрэнк Г. Клемент, который на праймериз смог опередить Браунинга. Это победа стала последним триумфом Крампа.
Крамп умер менее чем через два года и был похоронен на кладбище Элмвуд в Мемфисе.

## Политическая машина
С 1910-х по 1950-е годы Мемфис был центром политической машины под руководством демократа «Босса» Крампа. В 1911 году был принят закон штата о создании комиссии по управлению городом, члены которой выбирались населением и несли ответственность за налогообложение, ассигнования, постановления и другие общие функции, и один из членов становится мэром. При комиссионном управлении мэр в основном выступает в качестве председателя комиссии и обычно не имеет дополнительных полномочий. Мемфис сохранял форму комиссионного управления до 1967 года, и с момента принятия закона и до своей смерти Крамп контролировал городскую власть. Для этого он использовал все известные приёмы большого городского босса: манипулирование бюллетенями, покровительство «друзьям» и бюрократические препятствия для оппозиции. Крамп смог выстроить сложный союз с авторитетными фигурами на местном, региональном и национальном уровнях.
В центре его сети находилась теннессийская бизнес-элита, в основном занимавшаяся выращиванием и переработкой хлопка. Во-вторых, он включил в свою машину модернизаторов: ориентированных на бизнес прогрессистов, которые больше всего были озабочены модернизацией городской набережной, парков, шоссе и небоскрёбов, а также улучшением школьной системы. Уделял Крамп внимание и белым из рабочего класса, но профсоюзы имели незначительное влияние.
Роджер Байлз утверждает, что во многом из-за деятельности Крампа политическая система штата практически не изменилась с 1910 по 1950-е и даже 1960-е годы. Крамп был ведущим сторонником президента Франклина Рузвельта и его «Нового курса» в Теннесси. Взамен Мемфис получил обширные программы помощи, в рамках которые получали работу безработные, выбранные сотрудниками машины Крампа. Город также получил крупные федеральные строительные проекты, которые помогли финансировать бизнес-сообщество. Крамп включил лидеров чернокожих в свой внешний круг в обмен на голосование чёрных за его кандидатов. Мемфис был одним из крупнейших южных городов, в котором чернокожие могли голосовать, хотя сегрегация была такой же жесткой, как и везде на Юге.

## Наследие

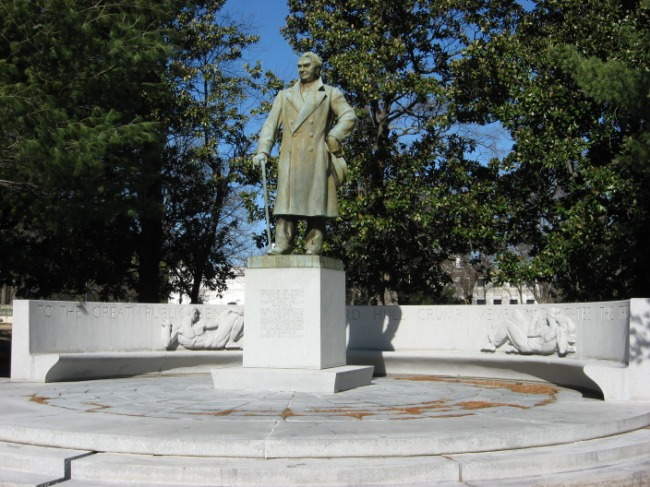
Статуя Э. Х. Крампа в Овертон-парке в Мемфисе.

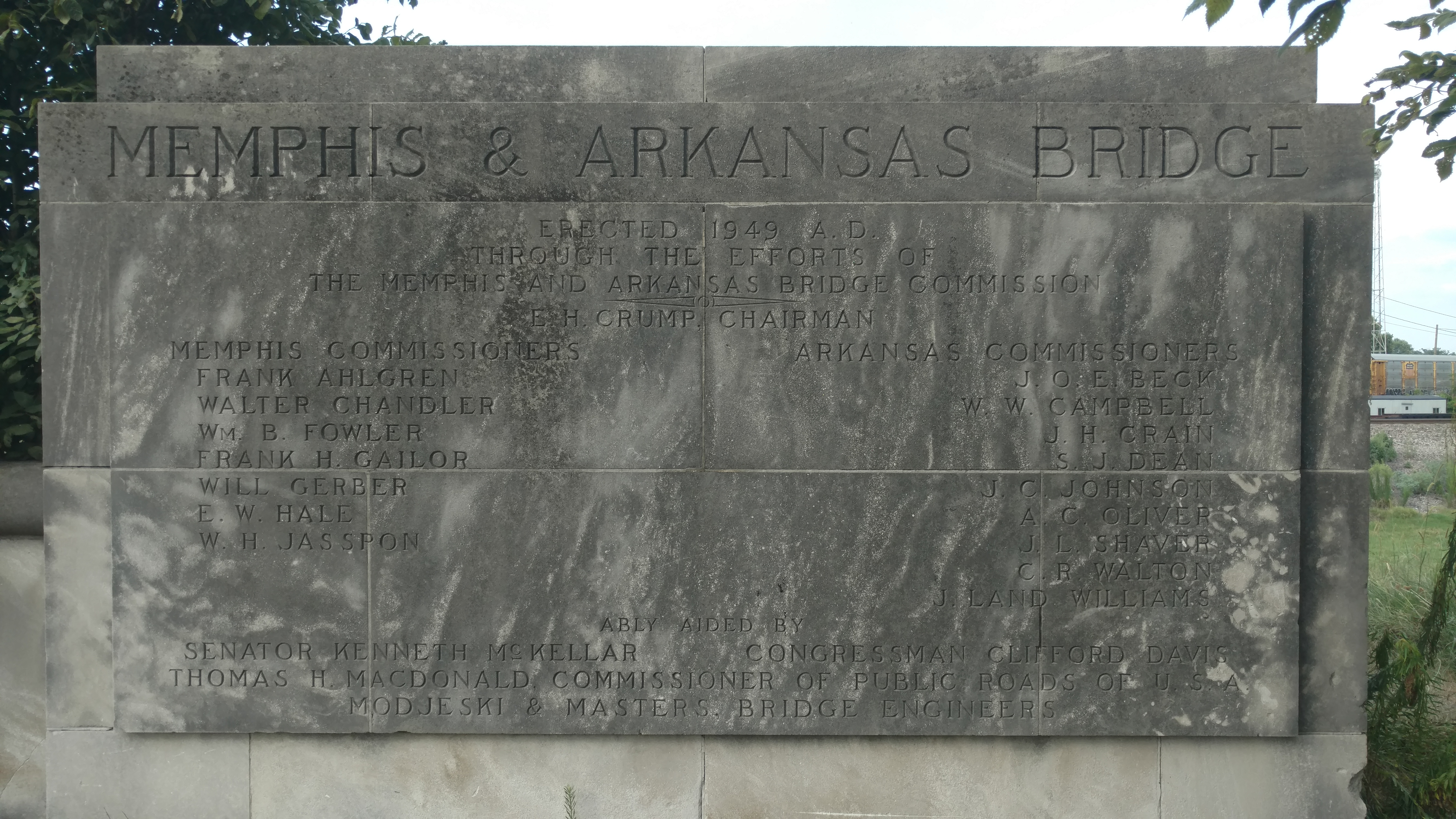
Памятная табличка 1949 года на мосту «Мемфис-энд-Арканзас», на которой Крамп указан как председатель комиссии по его строительству.

- Крамп создал муниципальную жилищно-коммунальную компанию Memphis Light, Gas and Water (MLGW), которая поставляет электричество, природный газ и воду жителям Мемфиса и округа Шелби. MLGW является крупнейшей муниципальной коммунальной компанией в Соединённых Штатах[13].
- Крамп считал, что в городах не должно быть слишком шумно. До сих пор в Мемфисе действуют строгие постановления о шуме, которые соблюдаются более жёстко, чем во многих других городах[14].
- Крамп был одним из первых сторонников проведения проверок безопасности автомобилей[14].
- В его честь названы городской стадион[англ.], больница[англ.][15] и бульвар Крамп[16]. Он также возглавлял совместную комиссию Мемфис-Арканзас, которая курировала строительство моста «Мемфис-энд-Арканзас», первоначально (1949 год) в конце бульвара Крампа, но теперь являющегося частью межштатной автомагистрали I-55.
- The Memphis Blues[англ.] «отца блюза» У. К. Хэнди 1912 года основан на предвыборной песне, написанной во время мэрской кампании Крампа 1909 года[17][18].
- В текстах песни Motel in Memphis группы Old Crow Medicine Show упоминается «мистер Крамп» и его политическая машина, сформировавшая город[19].
- В 1928–1955 годах главой Совета цензоров Мемфиса, который руководил утверждением и редактированием фильмов, был Ллойд Бинфорд, занимавший эту должность при поддержке Крампа. Бинфорд ввёл жёсткую и непредсказуемую цензуру, в результате чего в Мемфисе был другой выбор фильмов, чем в любой другой части Америки. Так, Бинфорд не одобрял фильмы с ограблениями поездов (будучи подростком он присутствовал при одном таком ограблении), фильмы, в которых «неграм уделялось слишком много внимания», фильмы с участием актёров, которых он не одобрял, например, Чарли Чаплина и стриптизёрш, и так далее. Произвольность цензуры Бинфорда привлекала к Мемфису внимание всей страны,[20] породив термин «бинфордизация»[21]. Кинотеатры в близлежащих городах нередко для привлечения зрителей указывали, что фильм «запрещён в Мемфисе»[21].
- Одним из друзей Крампа была Джорджия Танн, которая возглавляла Общество детских домов Теннесси. Историки обычно считают, что Крамп видел в Танне то же, что и большинство других горожан — трудолюбивого, преданного своему делу социального работника, достойного поддержки и защиты, — но на самом деле Танн совершала неэтичные усыновления за плату, вводила в заблуждение и обманывала биологических родителей ради усыновления их детей, одновременно игнорируя нужды детей, которым трудно найти было найти приёмных родителей, отчего те временая даже умирали от недоедания[22][23].